# Каракудуцький сільський округ (Іртиський район)
Каракуду́цький сільський округ (каз. Қарақұдық ауылдық округі, рос. Каракудукский сельский округ) — адміністративна одиниця у складі Іртиського району Павлодарської області Казахстану. Адміністративний центр — село Каракудук.
Населення — 518 осіб (2021; 790 у 2009, 1570 у 1999, 1876 у 1989).
Станом на 1989 рік існувала сільська рада імені 10-ліття Казахської РСР (села 18 Партз'їзд, Каракудук, Кенес, Октябр, Ферма-1). Село Ферма № 1 було ліквідовано 2004 року.

## Склад
До складу округу входять такі населені пункти:
| Населений пункт  | Старі назви  | Населення, осіб (1989) | Населення, осіб (1999) | Населення, осіб (2009) | Населення, осіб (2021) |
| ---------------- | ------------ | ---------------------- | ---------------------- | ---------------------- | ---------------------- |
| Интимак, село    | 18 Партз'їзд | 245                    | 232                    | 174                    | 111                    |
| Каракудук, село  | -            | 691                    | 709                    | 492                    | 338                    |
| Караоткель, село | Октябр       | 178                    | 165                    | 69                     | 34                     |
| Кенес, село      | -            | 203                    | 156                    | 55                     | 35                     |
| Ферма № 1, село  | Ферма-1      | 559                    | 308                    | -                      | -                      |